# Elwin Bruno Christoffel
Elwin Bruno Christoffel (10 de novembre de 1829 a Montjoie, Regne de Prússia, Confederació Germànica – †15 de març de 1900 a Estrasburg, França) fou un físic i matemàtic alemany.
Elwin Bruno Christoffel assistí al Jesuit Gymnasium (institut d'ensenyament secundari en alemany) i al Friedrich-Wilhelms Gymnasium a Colònia, i més tard estudià a la Universitat Humboldt de Berlín, on coincidí, per exemple, amb Johann Peter Gustav Lejeune Dirichlet, i on es doctorà el 1856 amb una tesi sobre el moviment de l'electricitat en cossos homogenis. L'any 1859, Christoffel es convertí en privatdozent a la Universitat Humboldt, i el 1862 li fou concedida una càtedra a l'Escola Federal Politècnica de Zurich que havia quedat vacant per la marxa de Richard Dedekind. Després de traslladar-se el 1869 a la Gewerbeakademie a Berlín, que ara forma part de la Universitat Tècnica de Berlín, pocs anys després, el 1872, passaria a ser professor a la Universitat d'Estrasburg, on va romandre fins que es retirà el 1894.
Christoffel treballà en transformacions conformes, en la teoria del potencial, en la teoria d'invariants, en l'anàlisi tensorial, en la física matemàtica, en geodèsia i en les ones de xoc. Els símbols de Christoffel, el tensor de curvatura de Riemann-Christoffel i la transformació de Schwarz-Christoffel reben aquests noms en ell seu honor.